# Moses Moeketsi Mosuhli
Moses Moeketsi Mosuhli (ur. 5 sierpnia 1981 w Quthing) – lesotyjski lekkoatleta, długodystansowiec, olimpijczyk.
Reprezentował Lesotho na igrzyskach olimpijskich 2008 w Pekinie w biegu maratońskim. Biegu tego nie ukończył, schodząc z trasy przed połową dystansu.
Dwukrotny uczestnik mistrzostw świata w biegach przełajowych. W 2005 w Saint-Étienne wystartował w dwóch biegach. Na krótkim dystansie z czasem 12:52 min zajął 87 miejsce, a w biegu długim 92 (czas 39:38 min). W 2008 w Edynburgu z czasem 38,34 min został sklasyfikowany na 107 miejscu
Reprezentant klubu Northern Lesotho Athletics Club .

## Rekordy życiowe
| Dystans             | Wynik (s) | Miejsce   | Data           |
| ------------------- | --------- | --------- | -------------- |
| bieg na 1500 metrów | 3:47,36   | Melbourne | 24 marca 2006  |
| maraton             | 2:14:03   | Durban    | 10 lutego 2008 |